# Nicanor (satrape)
Pour les articles homonymes, voir Nicanor.
Nicanor (en grec ancien : Νικάνωρ, Nikanôr) est un général macédonien qui a servi comme satrape de Cappadoce après les accords de Triparadisos en 321 av. J.-C. Durant la première guerre des Diadoques, il passe au service d'Antigone le Borgne. Il est parfois confondu avec Nicanor, satrape de Médie.

## Biographie
En 321 av. J.-C., au moment du second partage des provinces après la mort de Perdiccas, Nicanor reçoit la satrapie de Cappadoce en lieu et place d'Eumène de Cardia. Il s'attache au parti d'Antigone le Borgne qu'il accompagne dans ses campagnes contre Eumène et il est possible qu'il ne se soit pas installé dans sa satrapie.
Nicanor qui a négocié la reddition d'Eumène après la bataille de Gabiène et qu'Antigone a désigné satrape de Médie est probablement un individu différent, contrairement à ce qu'avance le Dictionary of Greek and Roman Biography and Mythology (1867).